# Bengalialfabetet

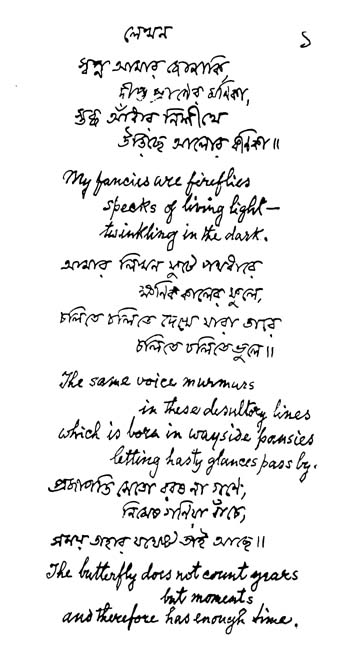
En handskriven dikt med bengalialfabetet av Rabindranath Tagore, från 1926.

Bengalialfabetet är en skrift av abugidatyp, tillhörande gruppen brahmialfabet, och används för att skriva de indiska och bengaliska språken bengali, assamesiska, manipuri och sylheti.
Bengalialfabetet skiljer sig från det mer allmänt använda indiska alfabetet devanagari genom att te sig som mindre fyrkantigt. Det härstammar från den äldre nagariskriften. Den variant av alfabetet som används för assamesiska skiljer sig något från standardskriften. En säregenhet är att konsonantkluster skrivs med olika sinsemellan avvikande tecken. Att fullt ut lära sig skriva med alfabetet kan därför ta tid; det totala antalet tecken och teckenkombinationer är omkring 500. Standardiseringsarbete pågår på flera håll.
En första stor standardisering av detta alfabet utfördes 1778 av Charles Wilkins. Andra indoiranska språk som sanskrit kan i och för sig utan problem skrivas med bengalialfabetet, och detta var också vanligt i äldre tid, när detta alfabet användes i Bengalen med omgivningar, inte minst för sanskrittexter. Sistnämnda faktum har givetvis bidragit till att bengalialfabetet är ett inom Indiens litteratur ofta använt skriftsystem.

## Bengalialfabetet
Liksom andra skriftsystem i Brahmifamiljen så är bengali en abugida vilket innebär att varje konsonant har en medföljande vokal (i det här fallet [ə]). Vokalen kan ändras eller avlägsnas genom att konsonanten förses med diakritiska tecken.
I tabellerna nedan används Wikipedias eget transkriptionssystem, ett system som strävar mer efter att återge ett ords uttal än hur det ursprungligen stavas.

### Vokaler
| Fristående | Med ক (k) | Wiki | IPA    | Fristående | Med ক (k) | Wiki | IPA  |
| ---------- | --------- | ---- | ------ | ---------- | --------- | ---- | ---- |
| অ          | ক         | ô, o | [ɔ, o] | আ          | কা         | a    | [ɑ]  |
| ই          | কি         | i    | [i]    | ঈ          | কী         | i    | [i]  |
| উ          | কু         | u    | [u]    | ঊ          | কূ         | u    | [u]  |
| ঋ          | কৃ         | ri   | [ɹi]   |            |           |      |      |
| এ          | কে         | ê, e | [æ, e] | ঐ          | কৈ         | oi   | [oj] |
| ও          | কো         | o    | [o]    | ঔ          | কৌ         | ou   | [ow] |

### Konsonanter
| Tecken | Wiki  | IPA    | Tecken | Wiki | IPA   | Tecken | Wiki  | IPA    | Tecken | Wiki | IPA   | Tecken | Wiki | IPA |
| ------ | ----- | ------ | ------ | ---- | ----- | ------ | ----- | ------ | ------ | ---- | ----- | ------ | ---- | --- |
| ক      | k     | [k]    | খ      | kh   | [kʰ]  | গ      | g     | [g]    | ঘ      | gh   | [gʱ]  | ঙ      | ṇ    | [ŋ] |
| চ      | ch    | [tʃ]   | ছ      | chh  | [tʃʰ] | জ      | j     | [dʒ]   | ঝ      | jh   | [dʒʱ] | ঞ      | n    | [n] |
| ট      | ţ     | [ʈ]    | ঠ      | ţh   | [ʈʰ]  | ড      | đ     | [ɖ]    | ঢ      | đh   | [ɖʱ]  | ণ      | n    | [n] |
| ত      | t     | [t̪]    | থ      | th   | [t̪ʰ]  | দ      | d     | [d̪]    | ধ      | dh   | [d̪ʱ]  | ন      | n    | [n] |
| প      | p     | [p]    | ফ      | ph   | [pʰ]  | ব      | b     | [b]    | ভ      | bh   | [bʱ]  | ম      | m    | [m] |
| য      | j     | [dʒ]   | র      | r    | [r]   | ল      | l     | [l]    |        |      |       |        |      |     |
| শ      | sh, s | [ʃ, s] | ষ      | sh   | [ʃ]   | স      | sh, s | [ʃ, s] | হ      | h    | [ɦ]   |        |      |     |
| য়      | e     | [e̯]    | ড়      | ṛ    | [ɽ]   | ঢ়      | ṛ     | [ɽ]    |        |      |       |        |      |     |

### Tillägg
| Symbol med ক [kɔ] | Namn         | Funktion                                 | Translitteration | IPA   |
| ----------------- | ------------ | ---------------------------------------- | ---------------- | ----- |
| ক্                 | hôshônto     | Avlägsnar den medföljande vokalen        | k                | [k]   |
| কৎ                | khônđo tô    | Final oaspirerat dental [t] (ত)          | kôt              | [kɔt̪] |
| কং                 | ônushshôr    | "ng" som i "kung"                        | kôņ              | [kɔŋ] |
| কঃ                 | bishôrgo     | Tillägger extra andning - som "h" i "ah" | kôh              | [kɔh] |
| কঁ                 | chôndrobindu | Nasalerar vokal                          | kôñ              | [kɔ̃]  |

### Talsystem
| Arabiska tal              | 0      | 1  | 2   | 3    | 4    | 5     | 6     | 7    | 8   | 9   |
| ------------------------- | ------ | -- | --- | ---- | ---- | ----- | ----- | ---- | --- | --- |
| Bengalital                | ০      | ১  | ২   | ৩    | ৪    | ৫     | ৬     | ৭    | ৮   | ৯   |
| Bengalinamn på talen      | shunno | êk | dui | tin  | char | pañch | chhôe | shat | aţ  | nôe |
| Bengalinamn på talen      | শুন্য    | এক | দুই  | তিন   | চার   | পাঁচ    | ছয়    | সাত   | আট  | নয়  |
| Assamesiska namn på talen | xuinno | ek | dui | tini | sari | pas   | sôy   | xat  | ath | nô  |